# Straßenbahn Augsburg
Die Straßenbahn Augsburg bildet das Rückgrat des öffentlichen Nahverkehrs in Augsburg und ist das zweitgrößte Straßenbahnsystem Bayerns nach München und vor Nürnberg und Würzburg. Das meterspurige Netz ist etwa 50 Kilometer lang und wird von fünf Linien bedient. Die 1881 eröffnete Straßenbahn befördert jährlich etwa 61 Millionen Fahrgäste und wird heute von der Augsburger Verkehrsgesellschaft mbH (AVG) betrieben. An vier Stellen überquert sie die Stadtgrenze, so dass ein Teil des Netzes in den Nachbarstädten Stadtbergen (seit 1947), Friedberg (seit 2010) und Königsbrunn (seit 2021) liegt. Ergänzt wird das Straßenbahnnetz durch den 1927 aufgenommenen städtischen Omnibusverkehr. Zwischen 1943 und 1959 verkehrte außerdem der Oberleitungsbus Augsburg in der Stadt.

## Geschichte

### Pferdebahn (1881–1898)
König Ludwig II. von Bayern erteilte 1880 im Schloss Linderhof die Konzession zum Betrieb einer Pferdebahn in Augsburg und in den damals selbstständigen Gemeinden Göggingen, Lechhausen und Pfersee. Daraufhin gründeten Charles de Féral und Emil von Pirch mit Hilfe von Berliner Bankiers als Finanziers, u. a. August Sternberg, am 19. November 1880 die Augsburger Trambahn AG, welche über ein Grundkapital von 1,25 Millionen Mark verfügte. Am 8. Mai 1881 ging schließlich die erste Pferdebahnstrecke zwischen Perlach und dem Hauptbahnhof in Betrieb, sie war in der Normalspur von 1435 Millimetern ausgeführt. Noch im selben Jahr kamen 16 weitere Kilometer hinzu, auf denen insgesamt sechs Linien verkehrten, die mit sogenannten Signalfarben gekennzeichnet waren. 1881 bestand folgendes Netz:

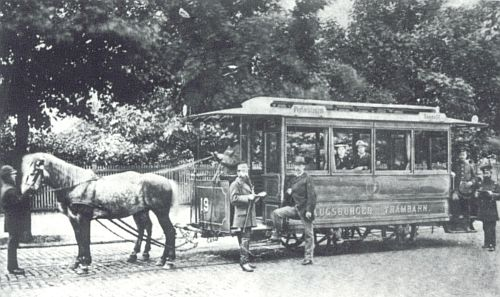
Pferdebahnwagen Nummer 19

| Ludwigsplatz (Perlach) – Hauptbahnhof                 |
| Drentwettstraße – Göggingen                           |
| Ludwigsplatz (Perlach) – St. Ulrich                   |
| St. Ulrich – Pferseer Straße                          |
| Windgasse (Pfärrle) – Hauptbahnhof                    |
| Metzgplatz – Lechhauser Straße (Gastwirtschaft Sonne) |

### Dampfstraßenbahn (1886–1887)
Um den Betrieb effizienter zu gestalten und den erwarteten Fahrgastandrang zur Schwäbischen Kreisausstellung 1886 im heutigen Wittelsbacherpark bewältigen zu können, strebte die Augsburger Trambahn AG die Einführung einer Dampfstraßenbahn an. Hierzu erhielt sie am 14. Juni 1886 die Genehmigung für einen Probebetrieb auf der Strecke vom Königsplatz nach Göggingen. Dieser bestand zwischen dem 12. September 1886 und dem 15. Juni 1887, als Beiwagen hinter den drei geliehenen Tramwaylokomotiven von Krauss-Maffei dienten die vorhandenen Pferdebahnwagen. Der Dampfbetrieb wurde von der Bevölkerung jedoch nicht angenommen. Sie fühlten sich durch Rauch, Ruß und Lärm stark belästigt. Es blieb beim Probebetrieb und im Anschluss daran erfolgte die Rückgabe an den Hersteller. Damit die Tramway-Dampfloks die Steigung von Göggingen nach Augsburg bewältigen konnten, musste der Klausenberg im oberen Abschnitt erheblich abgeflacht werden.

### Elektrischer Betrieb

#### Einführung (1898)

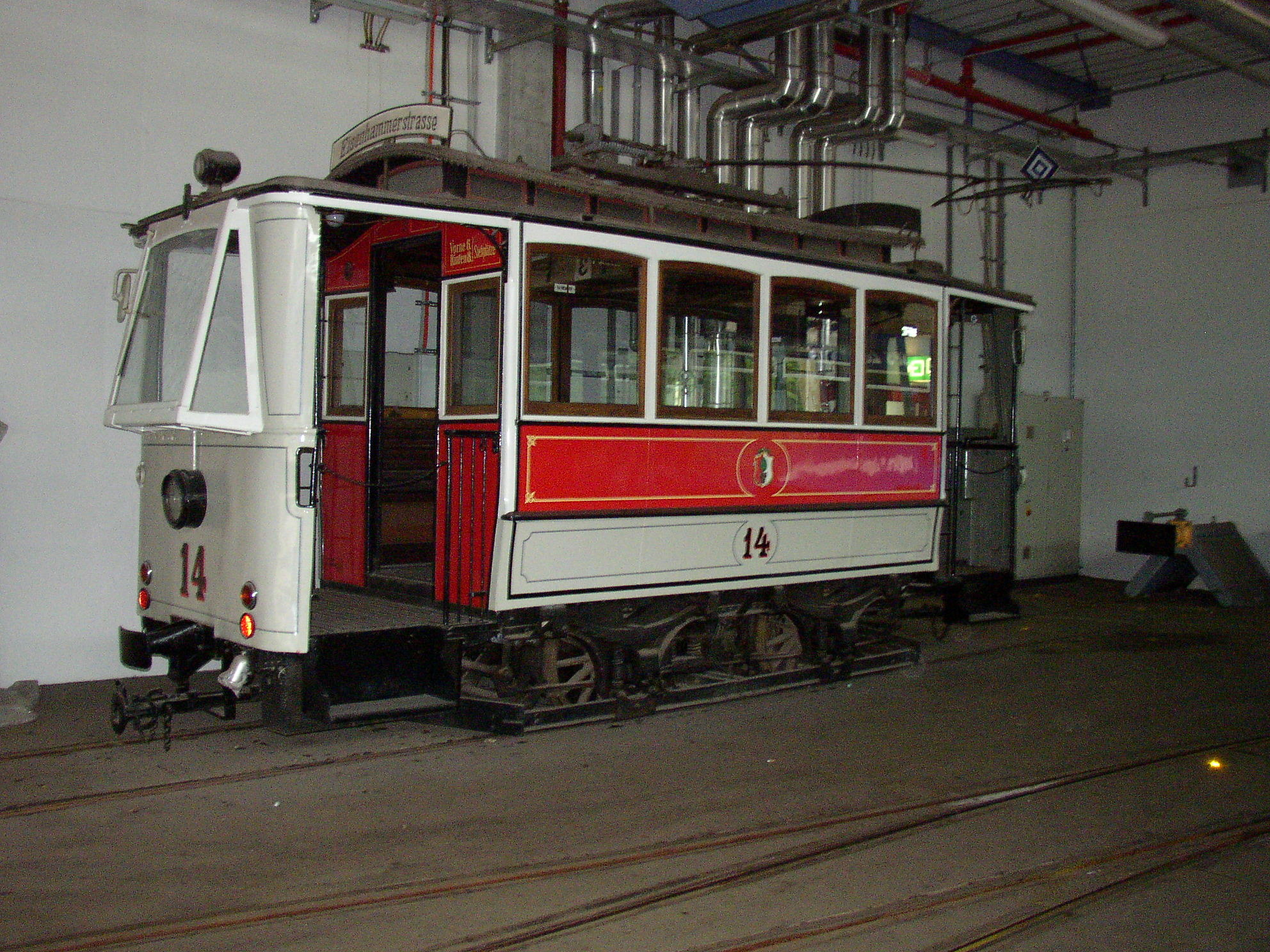
Triebwagen Nr. 14, Baujahr 1898, gehört zur ersten Generation elektrischer Fahrzeuge der Augsburger Straßenbahn

Ab 1895 führte das Unternehmen Schuckert & Co. aus Nürnberg Versuche auf einer meterspurigen und elektrifizierten Strecke durch, am 1. September 1898 begann der elektrische Regelbetrieb, nachdem am Tag zuvor die letzte Pferdebahn fuhr. Das vorhandene Netz wurde teilweise stillgelegt, der Großteil auf eine Spurweite von 1000 Millimetern umgespurt. Die ehemaligen Pferdebahnwagen wurden 1901 und 1908 ebenfalls umgespurt und dienten fortan als Beiwagen hinter den elektrischen Triebwagen, darunter befanden sich auch offene Sommerwagen. Zum Zeitpunkt der Elektrifizierung verkehrten folgende vier Linien, die Netzlänge stieg von 12,3 auf 14,370 Kilometer an:
| weiße Linie | Lechhausen Schlößle – Pfersee Eberlestraße     |
| grüne Linie | Oberhausen Drentwettstraße – Göggingen Rathaus |
| blaue Linie | Königsplatz – Rotes Tor                        |
| rote Linie  | Perlach – Haunstetter Straße                   |

1900 gründete Schuckert & Co schließlich die private Elektrische Straßenbahn AG, welche fortan den gesamten Betrieb führte.

#### Kommunalisierung (1908)
1908 wurde das Unternehmen unter der neuen Bezeichnung Städtische Straßenbahn Augsburg kommunalisiert und fortan kontinuierlich ausgebaut. 1913 wurden, zusätzlich zu den Signalfarben, folgende Liniennummern eingeführt:
| Linie 1 (weiß) | Lechhausen Schlößle – Pfersee Leitershofer Straße |
| Linie 2 (grün) | Kriegshaber – Göggingen Rathaus                   |
| Linie 3 (blau) | Oberhausen Hirblinger Straße – Infanteriekaserne  |
| Linie 4 (rot)  | Hauptbahnhof – Schertlinstrasse                   |

1917 ging die Linie 5 Senkelbach–Barfüßerbrücke in Betrieb, 1920 folgte die Linie 6 Hauptbahnhof–Hochzoll. Zwischen 1920 und 1960 erreichte die Straßenbahn mit wiederum sechs Linien ihre vorläufig größte Ausdehnung. Das Ende des Ersten Weltkrieges und die Wirtschaftskrise der 1920er Jahre unterbanden den ursprünglich geplanten großzügigen Ausbau des Netzes.
In der Zeit des Nationalsozialismus erfolgte 1938 die Konzentration der städtischen Infrastrukturbetriebe unter dem Dach der neu gegründeten Stadtwerke Augsburg. Aufgrund wirtschaftlicher Zwänge, aber auch gemäß nationalsozialistischer Doktrin, generell dem Automobil beziehungsweise Omnibussen und Oberleitungsbussen den Vorrang vor dem Schienenverkehr zu geben, wurden keine wesentlichen Erweiterungen mehr vorgenommen. Einzige Ausnahme war die kurze Verlängerung der Linie 6 bis Hochzoll Mitte am 9. Mai 1934. Im Zweiten Weltkrieg wurden viele Fahrzeuge durch die alliierten Angriffe zerstört. Dadurch bestand wie in vielen anderen deutschen Städten Fahrzeugmangel, weswegen aus Genua übernommene Wagen aushalfen. Sie waren die ersten Augsburger Einrichtungsfahrzeuge und mussten nach Kriegsende wieder nach Italien zurückgegeben werden.

#### Nach dem Zweiten Weltkrieg

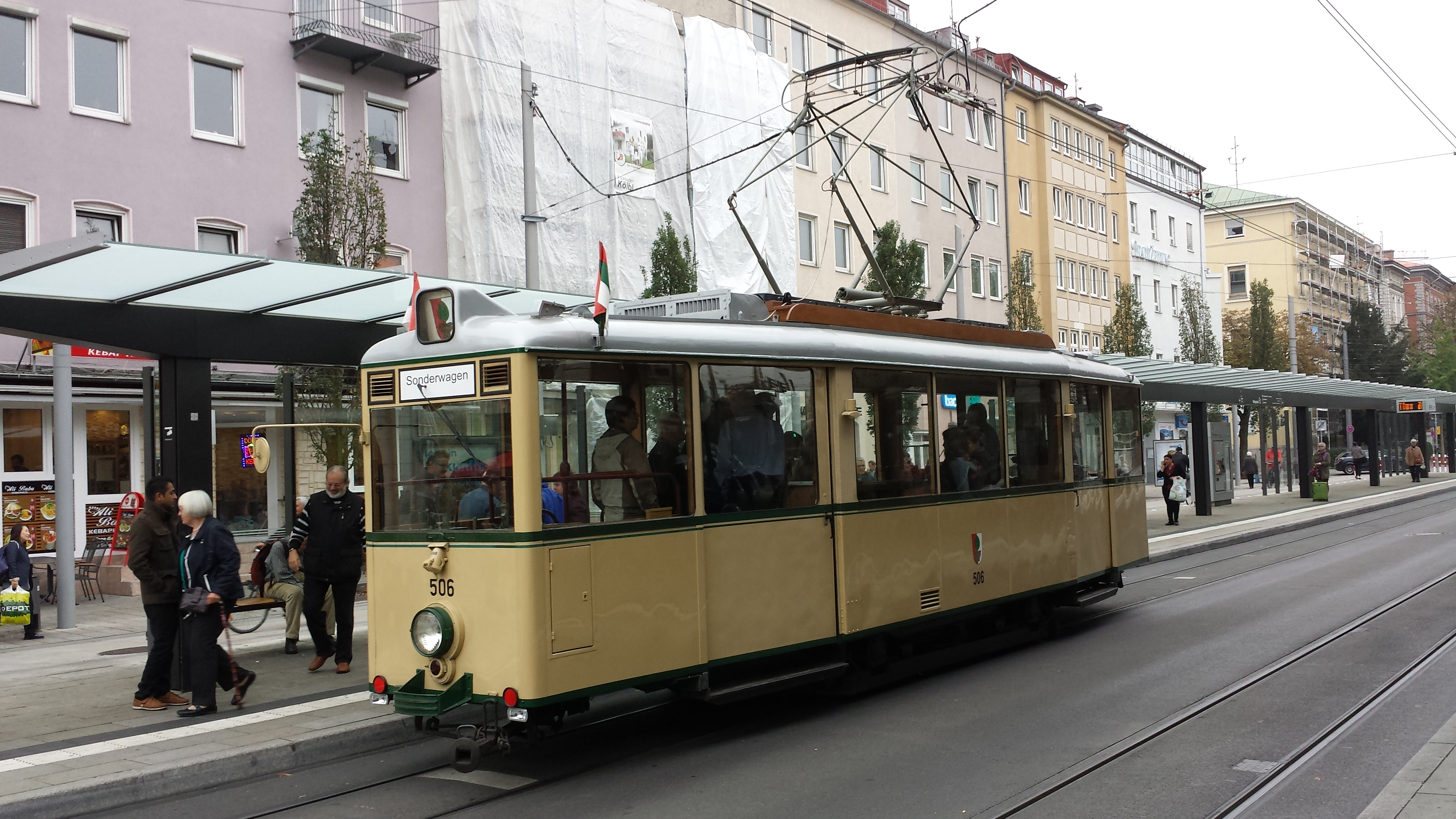
So genannter Kriegsstraßenbahnwagen (KSW) am Königsplatz

Ab 6. Juni 1945 gestattete die amerikanische Besatzungsmacht die teilweise Wiederaufnahme des Straßenbahnverkehrs. Die im Krieg zerstörten Strecken wurden in der Folgezeit alle instand gesetzt. Beschädigte Fahrzeuge wurden neu aufgebaut und dabei teilweise modernisiert, wobei die hölzernen Wagenkästen verblecht wurden. 1948 erhielt Augsburg mit den sogenannten Kriegsstraßenbahnwagen (KSW) die ersten Neufahrzeuge nach 1945. Sie wurden noch während des Kriegs bestellt, schließlich motorlos angeliefert und erhielten Antriebe von älteren – zu Beiwagen umgebauten – Triebwagen.
Ab 1956 kamen schließlich die ersten Großraumwagen in Form von Lenkdreiachsern zum Einsatz, sie waren die ersten Augsburger Fahrzeuge mit automatischen Türen. In den 1950er Jahren wurde das Netz – wie in vielen deutschen Städten – zu Gunsten des Omnibusverkehrs stark reduziert. Darunter fiel neben Einstellung der Verstärkerlinien 7 und 14 insbesondere die Stilllegung der Linie 3 im Jahr 1952 und der Linien 5 und 6 im Jahr 1960. In weiter entfernte Neubaugebiete wie in Hochzoll und Friedberg fuhren von Beginn an Omnibusse. Ab 1964 wurden erstmals auch Gelenkwagen eingesetzt.
1964 stellten die Stadtwerke die Triebwagen auf schaffnerlosen Einmannbetrieb um, die Fahrgäste mussten fortan die Türen selbst per Druckknopf öffnen. Die Knöpfe im Wagen dienten auch als Haltewunschtaster. Durch Entfall des festen Schaffnerplatzes und die Aufgabe des Fahrgastflusses konnten fortan mehr Personen befördert werden.

#### Einstellungsdiskussion in den 1970er Jahren

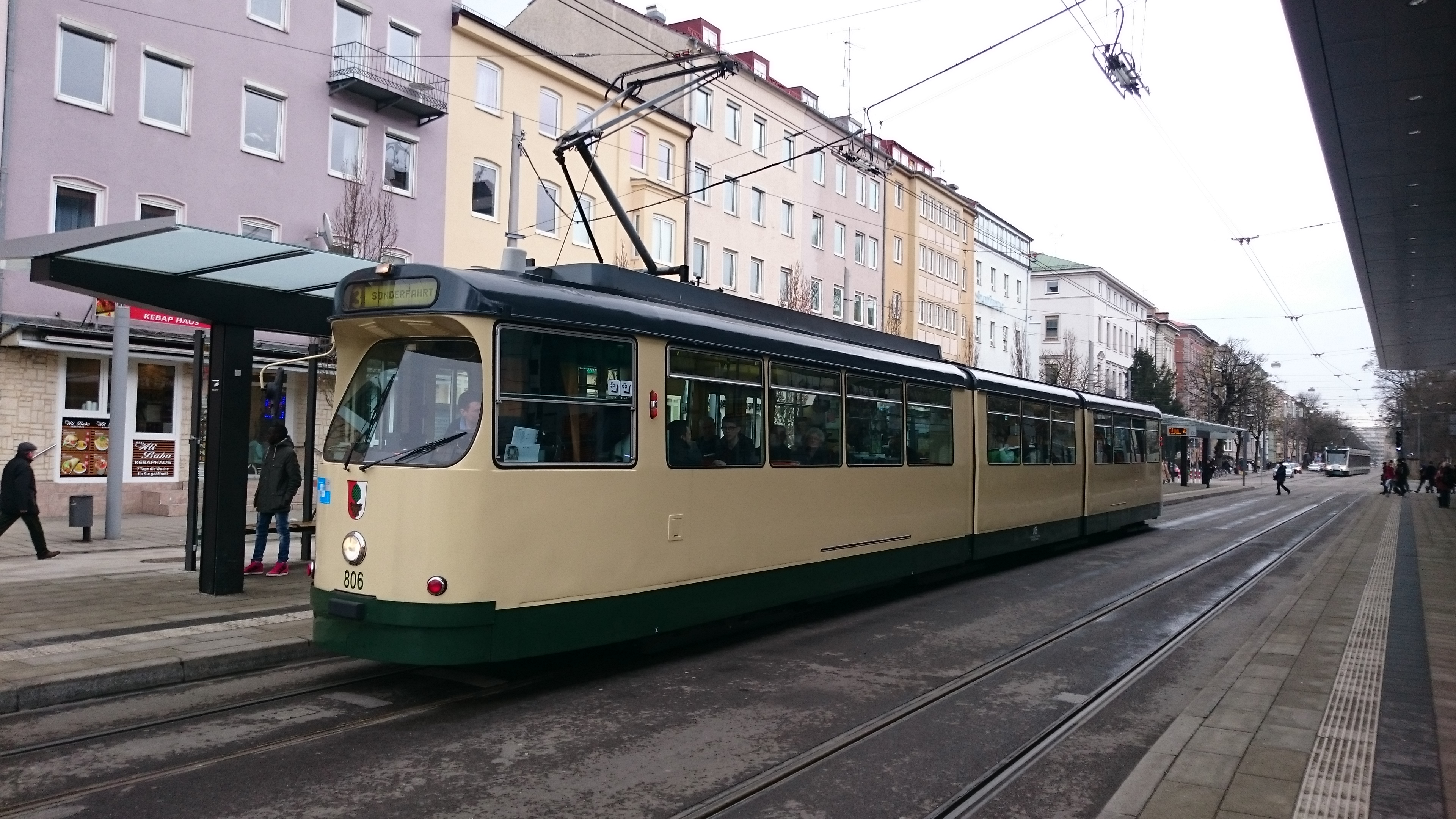
Straßenbahn vom Typ Mannheim am Königsplatz

Zum 1. März 1971 wurden neue Fahrscheine eingeführt, die sich erstmals für automatische Entwerter eigneten. Die ersten dieser elektrischen Entwerter kauften die Stadtwerke Augsburg gebraucht von den Stadtwerken München und setzten sie bis 1976 ein, bevor sie durch neu beschaffte Geräte ersetzt wurden. 1973 wollten sich die Stadtwerke endgültig von den personalaufwändigen Zweiwagenzügen trennen, die damals noch als E-Wagen im Einsatz waren. Dies gelang durch die Beschaffung von Gebrauchtfahrzeugen der damals stillgelegten Straßenbahn Aachen. Mit der damit verbundenen Aufgabe des Beiwagenbetriebs konnten die letzten Schaffner eingespart werden, fortan verkehrten ausschließlich Gelenktriebwagen.
In den Jahren 1973 bis 1976 erwogen die Stadtwerke Augsburg, die Straßenbahn einzustellen [Nachweis?]. Obwohl damals ausreichend Wagen – ausschließlich vom Typ GT5 sowie die Aachener Gelenkwagen – vorhanden waren, bestellte die Stadt Augsburg daher in der Hoffnung auf Linienverlängerungen 1974 zwölf neue Doppelgelenktriebwagen des Typs Mannheim, die 1976 geliefert und an die Verkehrsbetriebe verschenkt wurden, um die Stilllegung zu verhindern. Letztlich ersetzten sie aber nur ältere Fahrzeuge.
1977 wurde das neue Haltestellendreieck auf dem Königsplatz eröffnet und die historische Haltestellenanlage („Pilz“) aus dem Jahre 1905 unter Protest der Bevölkerung im April 1977 abgerissen. 1985 gelangten erstmals moderne Stadtbahnwagen nach Augsburg. Zuvor war bereits im Mai 1980 ein solches Fahrzeug von der Essener Verkehrs-AG ausgeliehen und im gesamten Netz getestet worden.

#### Ausbau und Modernisierung seit 1990

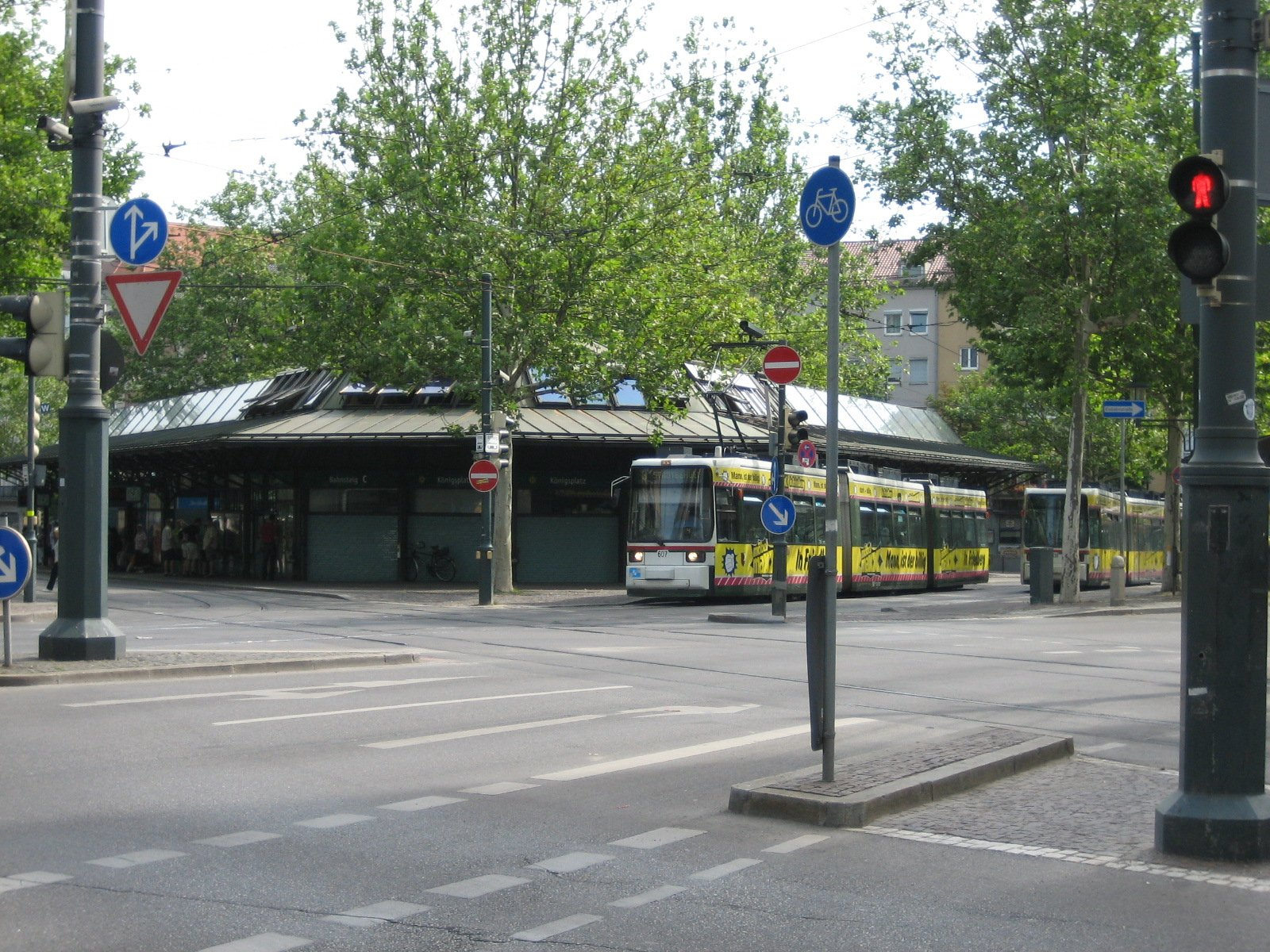
Der „alte“ Königsplatz (1977–2013)

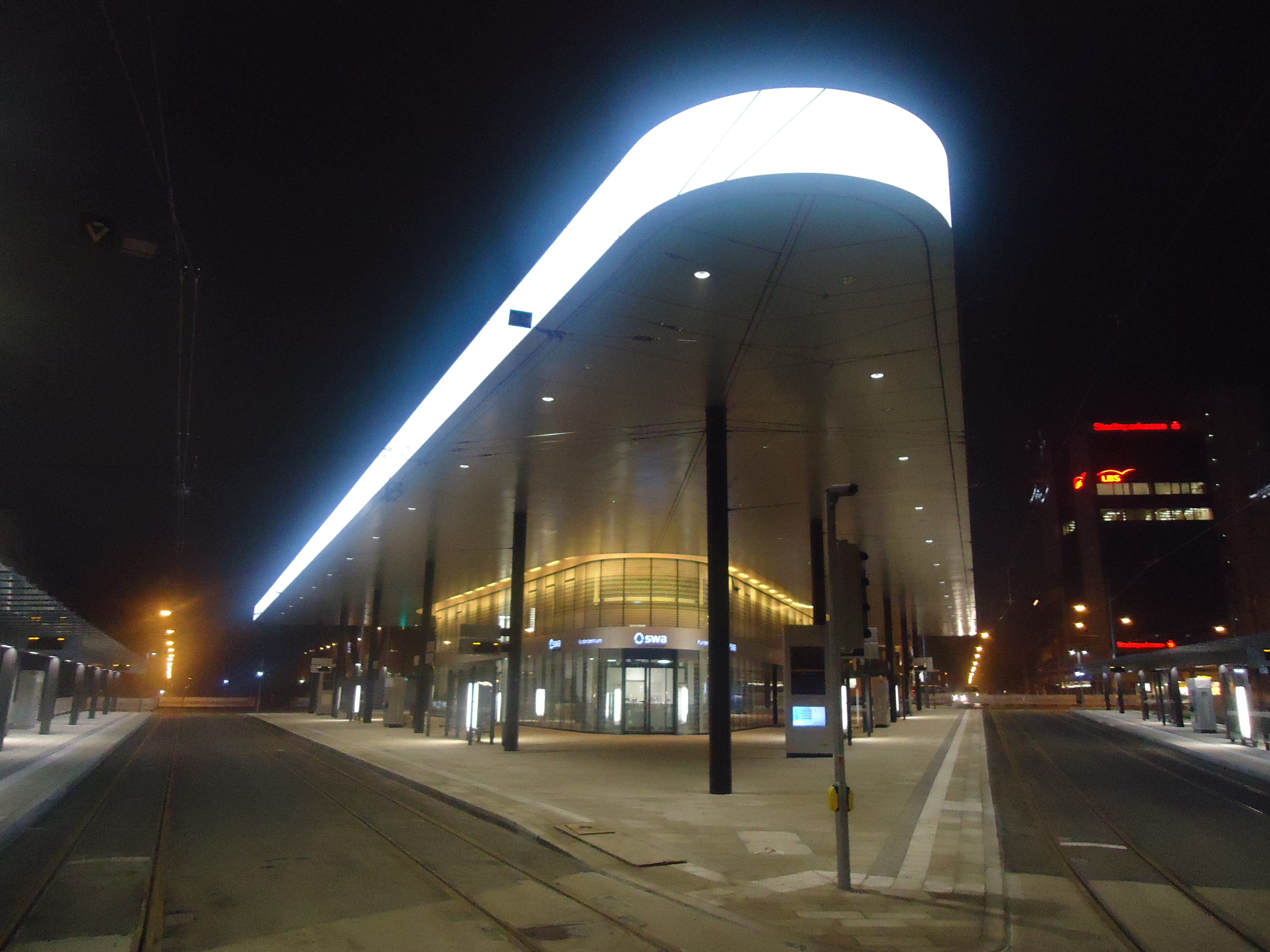
Königsplatz-Neubau wenige Tage vor der Eröffnung im Dezember 2013

In den 1990er Jahren kam es zur Trendwende, indem die Attraktivität für die Fahrgäste kontinuierlich gesteigert wurde. Am 1. Oktober 1990 wurde auf den damals existierenden Straßenbahnlinien 1, 2 und 4 (die Linie 3 wurde als Neubaustrecke erst 1996 wiederbelebt) werktags der Fünf-Minuten-Takt eingeführt. Der dadurch ausgelöste Fahrgastzuwachs sowie der allmählich einsetzende Streckenausbau erforderten die kurzfristige Beschaffung von GT4-Gebrauchtwagen aus Stuttgart. 1993 begann das Niederflurzeitalter in Form eines Versuchswagens des Typs GT6 (Betriebsnummer 601), der wenig später nach Totalschaden infolge Unfalls an den Hersteller zurückging. Für die Neubaulinie 3 wurden 11 Fahrzeuge vom Typ GT6 von AdTranz bestellt, die jedoch nicht rechtzeitig zur Linieneröffnung im April 1996 zur Verfügung standen und erst nach und nach in Betrieb gingen.
Allmählich begann der Streckenausbau. Am 10. September 1994 ging die Verlängerung der Linie 1 zum neuen Ostfriedhof in Betrieb, am 27. April 1996 folgte die neue Linie 3 zur Inninger Straße und am 13. November 1999 schließlich die Messesonderlinie 9.
Im Jahr 2000 kamen erstmals Fahrzeuge mit ausfahrbarer Rollstuhlrampe nach Augsburg. Am 10. Juni 2001 wurde die Verlängerung der Linie 4 zum P&R Augsburg Nord in Betrieb genommen, am 29. November 2001 folgte die Verlängerung der Linie 2 zum P&R Augsburg West. Am 26. Juli 2009 wurde die Stadionsonderlinie 8 eingeweiht. 2009 erhielt Augsburg mit dem Typ CityFlex erstmals Fahrzeuge mit einer Klimaanlage für Fahrgäste.

##### Erweiterung nach Friedberg West
Nachdem die Straßenbahn in den 2000er Jahren zunehmend an ihre Kapazitätsgrenzen geriet, wird sie seit 2010 mit dem Projekt Mobilitätsdrehscheibe Augsburg für den weitere Fahrgastzuwachs ausgebaut. Erste Maßnahme war dabei die am 12. Dezember 2010 eröffnete Strecke nach Friedberg. Sie wird von der neuen Linie 6 bedient, die annähernd auf derselben Route wie die frühere Linie 6 fährt. Zwischen 2011 und dem 15. Dezember 2013 wurde zudem die überlastete zentrale Umsteigehaltestelle am Königsplatz aus Kapazitäts- und Sicherheitsgründen erneut umfassend umgebaut und erweitert.

##### Erweiterung nach Königsbrunn

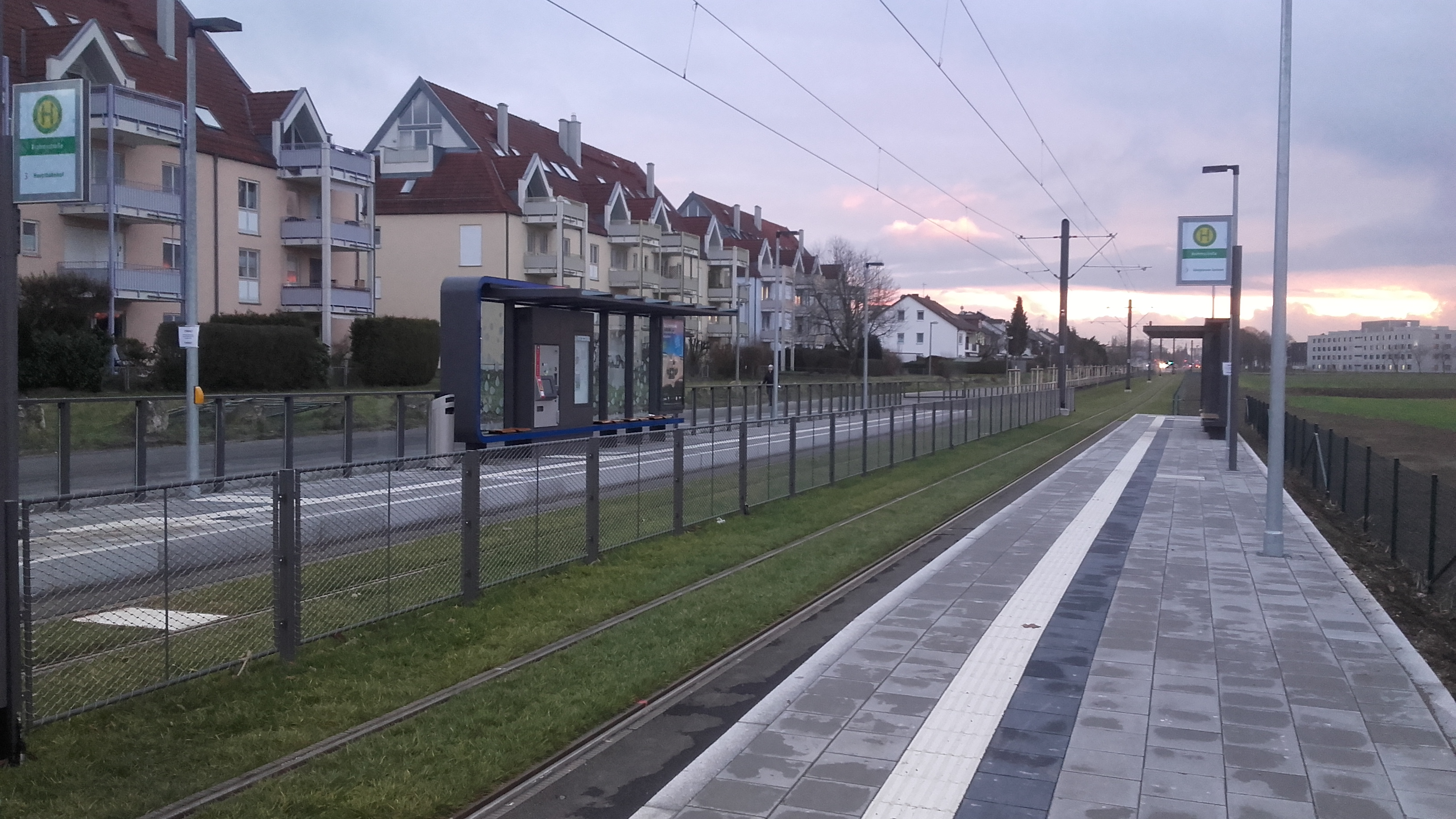
Haltestelle Brahmsstraße mit eingebautem Rollrasen wenige Tage vor der Inbetriebnahme im Dezember 2021 (Blickrichtung Süd)

Die Verlängerung der Straßenbahnlinie 3 von der Endhaltestelle an der Inninger Straße zum Busbahnhof Königsbrunn wurde mehrfach wegen der nicht geklärten Kostenverteilung der beteiligten Partner verschoben. Die Stadt Königsbrunn war lange Zeit die bevölkerungsreichste Gemeinde in Bayern ohne schienengebundenen Personenverkehr. Am 24. März 2015 traf der Königsbrunner Stadtrat eine Grundsatzentscheidung für die Verlängerung ins Stadtgebiet. Die Umsetzung des Projektes wurde bis 2019 angestrebt. Am 3. Dezember 2015 einigten sich Landkreis Augsburg und Stadt Königsbrunn auf die Rahmenbedingungen für Planung, Bau, Betrieb und Finanzierung der Verlängerung der Linie 3. Königsbrunn erhielt mit der Verlängerung eine direkte Verbindung zu den Augsburger Hochschulen, Berufsschulen und zur FOS/BOS. Auch der Weg zur WWK-Arena verkürzte sich. Über die Regionalbusse des AVV sind einige Gemeinden des südlichen Landkreises Augsburg punktuell mit der Tram verbunden.
Die im Herbst 2019 begonnenen Bauarbeiten zur Verlängerung der Linie 3 von der ehemaligen Endhaltestelle an der Inninger Straße bis zum Zentrum in Königsbrunn wurden 2021 fertiggestellt.
Seit dem 12. Dezember 2021 fährt die Linie 3 an Wochentagen zwischen Hauptbahnhof und Königsbrunn im 15-Minuten-Takt. Bis zur Haltestelle Inninger Straße P+R wird auf einen 7,5-Minuten-Takt verdichtet.
Der Streckenast nach Pfersee und Stadtbergen wird seither von der Linie 6 übernommen. Die Verstärkerfahrten der Linie 6 zwischen Bürgermeister-Bohl-Straße und Königsplatz gehen in die Linie 3 bis zur Fußball-Arena über.

## Betrieb

### Linien
Derzeit verkehren fünf reguläre Straßenbahnlinien sowie zwei Sonderlinien, die Linie 8 anlässlich von Fußballspielen in der WWK arena und die Linie 9 bei Großveranstaltungen in der Messe Augsburg, so beispielsweise der Augsburger Frühjahrsausstellung. Muss Schienenersatzverkehr gefahren werden, werden die in diesem Fall eingesetzten Busse mit einem „B“ vor der Liniennummer gekennzeichnet.
| Linie   | Verlauf | Haltest. | Fahrzeit | Länge   | Takt Mo-Fr             | Takt Sa                | Takt So&Nebenzeiten    |
| ------- | --- | -------- | -------- | ------- | ---------------------- | ---------------------- | ---------------------- |
| Linie 1 | Lechhausen Neuer Ostfriedhof – Lechhausen Schlößle – Jakobertor – Fuggerei – Rathausplatz – Königsplatz – Kongress am Park – Bergstraße – Maria Stern – Göggingen                                 | 25       | 33/30    | 9,3 km  | 7,5                    | 10                     | 15                     |
| Linie 2 | Augsburg West P+R – Uniklinik BKH – Kriegshaber – Oberhausen Bf. – Wertachbrücke – Fischertor – Dom/Stadtwerke – Rathausplatz – Königsplatz – Rotes Tor – Haunstetter Str. Bf. – Haunstetten Nord | 29       | 39/40    | 12,6 km | 7,5                    | 10                     | 15                     |
| Linie 3 | Hauptbahnhof – Königsplatz – Rotes Tor – Haunstetter Str. Bf. – Fachoberschule – Universität – Inninger Straße P+R                                                                                | 16       | 22/20    | 7,0 km  | 7,5                    | 7,5                    | 15                     |
| Linie 3 | (…) – Inninger Straße P+R – Haunstetten Südwest – Brahmsstraße – Königsbrunn Zentrum | 23       | 34/32    | 11,7 km | 15                     | 15                     | 15                     |
| Linie 4 | Hauptbahnhof – Königsplatz – Staatstheater – Plärrer P+R – Wertachbrücke – Oberhausen Nord P+R | 13       | 18/17    | 5,2 km  | 7,5                    | 10                     | 15                     |
| Linie 6 | Stadtbergen – Westfriedhof – Pfersee – Rosenaustraße – Hauptbahnhof – Königsplatz – Rotes Tor – Hochschule – Textilmuseum – Schwaben Center – Afrabrücke – Hochzoll Mitte – Friedberg West P+R    | 24/25    | 35/33    | 10,6 km | 7,5                    | 10                     | 15                     |
| Linie 8 | Hauptbahnhof – Königsplatz – Fußball-Arena | 16       | 18       | 5,9 km  | nur zu Veranstaltungen | nur zu Veranstaltungen | nur zu Veranstaltungen |
| Linie 9 | Hauptbahnhof – Königsplatz – Messezentrum | 12       | 13       | 4,0 km  | nur zu Veranstaltungen | nur zu Veranstaltungen | nur zu Veranstaltungen |

Wenn die Linien 8 und/oder 9 verkehren, wird die Linie 3 zur Schleife beim Theater umgeleitet. Zweimal jährlich kommt es außerdem zur Plärrerzeit auf der Linie 4 in den Abendstunden zu einem erhöhten Fahrgastaufkommen, das mit Verstärkerbussen zwischen Hauptbahnhof und Plärrer abgedeckt wird. Diese wenden nach dem Halt am Plärrer an der Wertachbrücke, ohne die gleichnamige Haltestelle zu bedienen.

### Takt
Regulär verkehrten von 1990 bis zur Covid-Pandemie 2020 alle Straßenbahnlinien montags bis freitags zwischen 7:00 und 9:00 Uhr im 5-Minuten-Takt, zwischen 12:00 und 14:00 Uhr im 6-Minuten-Takt, dazwischen sowie danach alle 7½ Minuten. In den Ferien wird nach dem Samstagsfahrplan gefahren. Der 5-Minuten-Takt wurde auch nach Ende der Pandemie-Beschränkungen und der Normalisierung des Verkehrs nicht wieder aufgenommen, sodass die Augsburger Straßenbahnen nur noch maximal im 7,5-Minuten-Takt verkehren (Stand April 2023).
Samstags ab 8:00 Uhr und wochentags vor 6:30 Uhr wird auf den Linien 1, 2, 4 und 6 alle zehn Minuten gefahren. Die Linie 3 fährt ab/bis Inninger Straße P&R samstags alle 7½ Minuten, um von/nach Königsbrunn Zentrum einen 15-Minuten-Takt zu ermöglichen. An Sonn- und Feiertagen fahren alle Linien ab 9:00 Uhr sowie täglich ab 20:30 Uhr im 15-Minuten-Takt.
Am 4. Oktober 2022 wurde der Takt wegen anhaltendem Personalmangel verringert. Seither beginnt der 15-Minuten-Takt nicht mehr um 20:30 Uhr, sondern um 19:00 Uhr.
In den Schwachverkehrszeiten besteht am Königsplatz Sammelanschluss in alle Richtungen.
Im Zentrum bestehen durch Linienüberlagerungen dichtere Abstände. So verkehrt auf dem Abschnitt Königsplatz – Rathausplatz durchschnittlich alle 3,75 Minuten eine Bahn. Tatsächlich verkehren die beiden Linien 1 und 2 hier im Haupttakt jedoch direkt hintereinander im Abstand von einer Minute, so dass sich dazwischen eine Taktlücke von 6,5 Minuten ergibt. Im Abschnitt Königsplatz – Rotes Tor beträgt die Wagenfolge durch die Überlagerung dreier Linien im Mittel 150 Sekunden, ebenso im Abschnitt Hauptbahnhof – Königsplatz. An Schultagen werden außerdem in der morgendlichen Hauptverkehrszeit abschnittsweise zusätzlich sieben Verstärkerkurse angeboten.

### Haltestellen

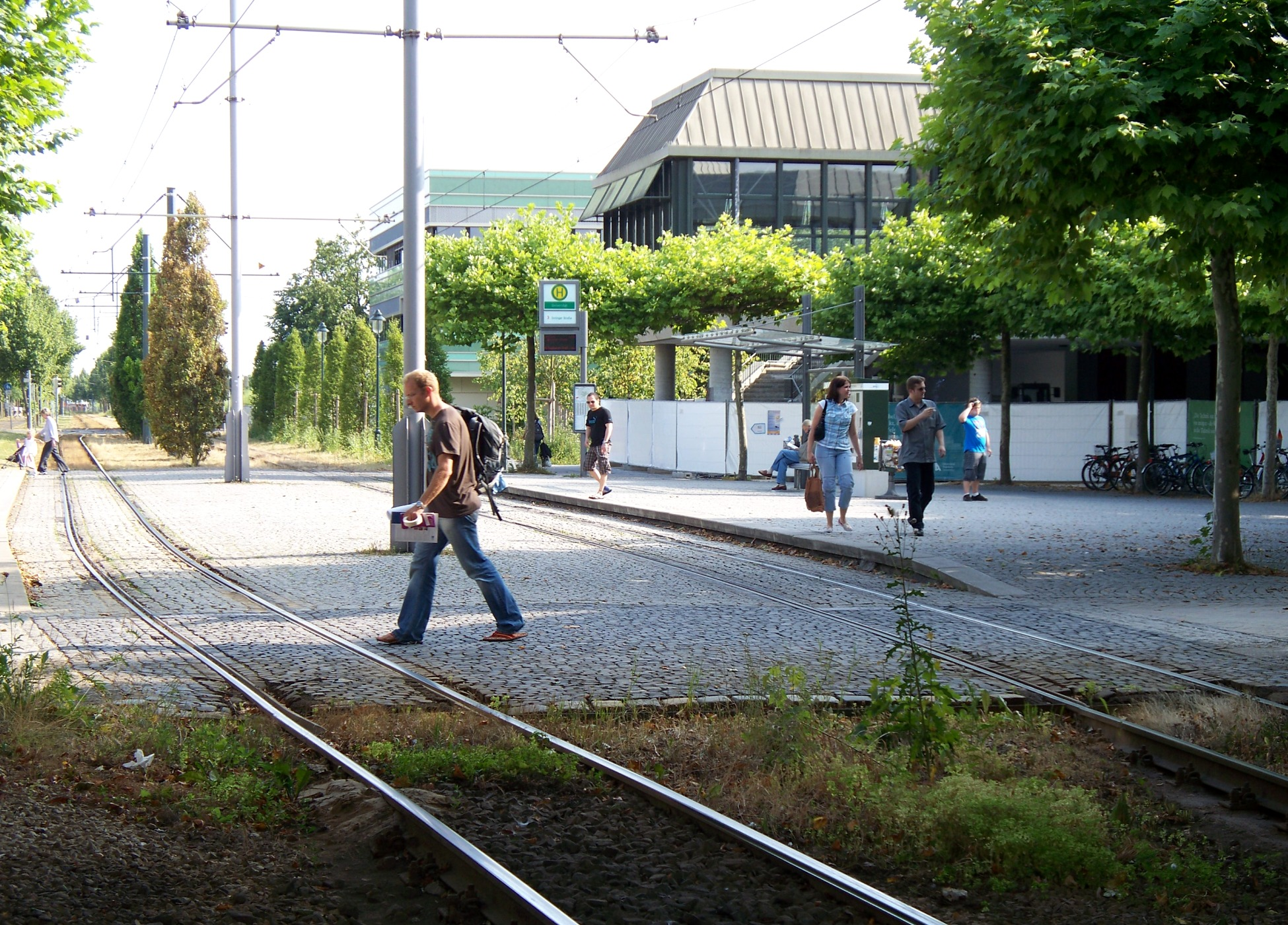
Haltestelle Universität

Die Bahnsteige vieler Haltestellen haben eine Länge von 52 Metern. Die Mindestlänge beträgt 42 Meter, damit sie auch von den Combinos bedient werden können. Ferner sind die meisten Stationen barrierefrei ausgebaut und mit Fahrkartenautomaten sowie einem Fahrgastinformationssystem ausgestattet. Meist wird – nach Betätigung einer großen Drucktaste – zusätzlich eine Ansage der Abfahrtszeiten, Linien und Ziele, sowie zusätzliche Informationen, wie z. B. Umleitungen und Verspätungen angeboten. Alle Haltestellen außer „Königsplatz“ und die Endhaltestellen sind Bedarfshalte.
Im April 2016 installierten die Stadtwerke Augsburg in einem Pilotprojekt an den Haltestellen Haunstetter Straße und der Von-Parseval-Straße sogenannte Bompeln, um die Verkehrssicherheit an den viel von Studenten frequentierten Stationen zu erhöhen. Diese warnen Fußgänger, insbesondere Smombies, mit zusätzlich in der Straße eingelassenen LED-Lichtern. Wenn sich eine Straßenbahn nähert, blitzen die Lichtstreifen rot, sodass Fußgänger alarmiert werden. Das Projekt kam zu dem ernüchternden Ergebnis, dass die Verkehrssicherheit durch Bodenampeln nicht erhöht werden kann. Jürgen Fergg, Augsburger Stadtwerke-Sprecher, sagte diesbezüglich: „Die Menschen sind aufmerksamer, gehen aber trotzdem bei Rot.“ Die Bodenampeln sind nach wie vor bei den beiden Haltestellen in Augsburg angebracht, jedoch werden keine zusätzlichen mehr geplant.

### Depots

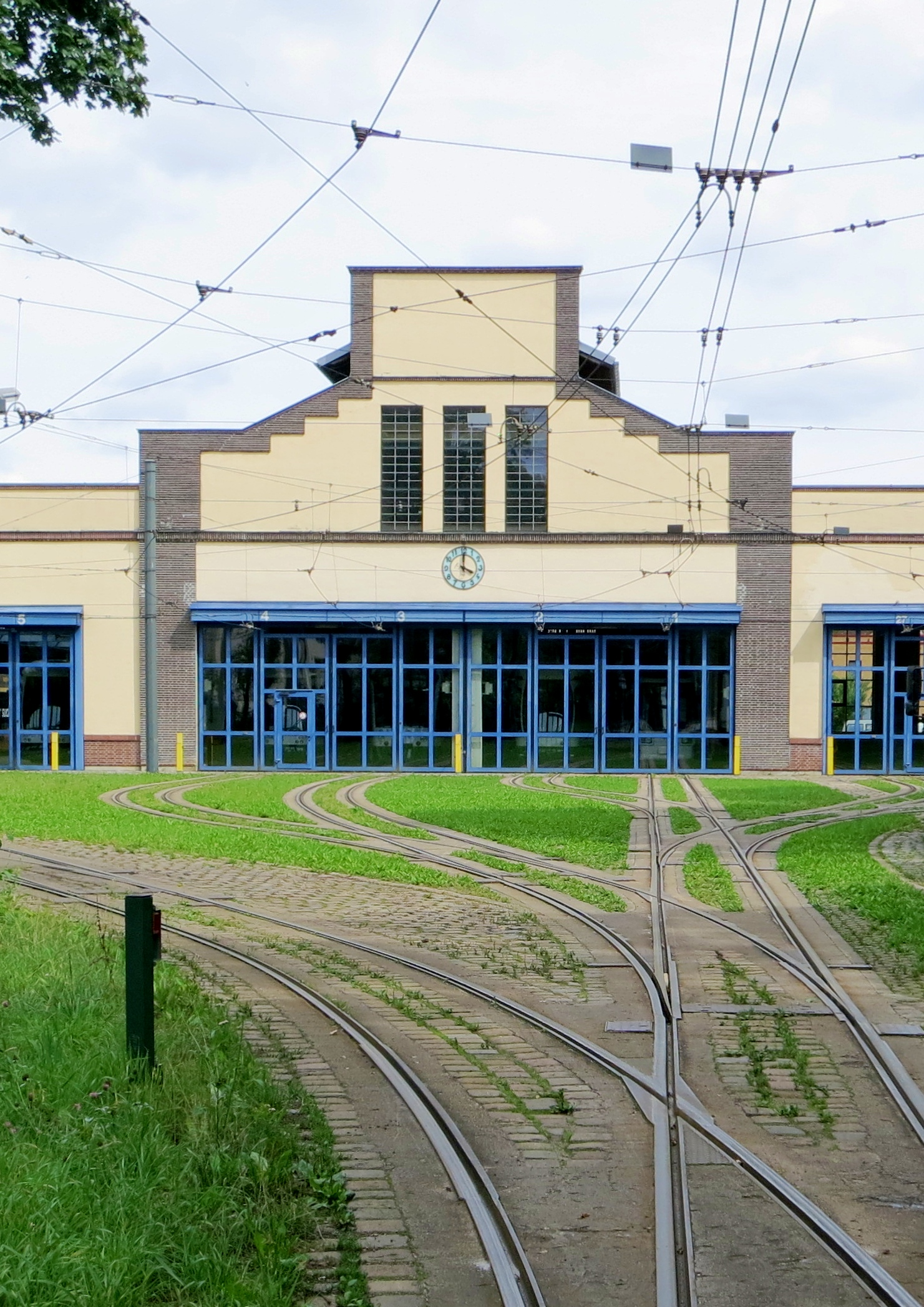
Depot Rotes Tor

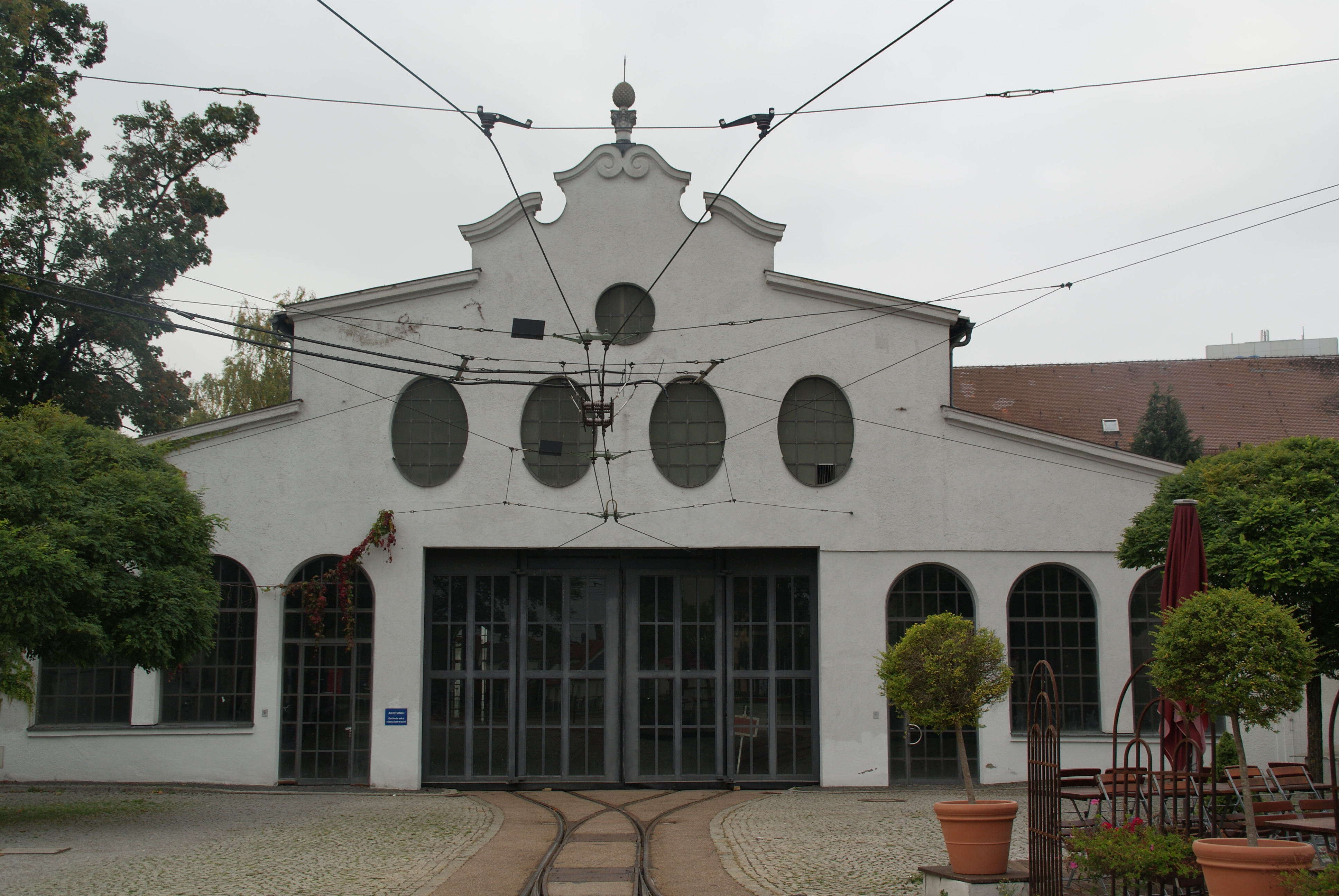
Ehemaliges Depot Kriegshaber

#### Rotes Tor/Baumgartnerstraße
Das einzige verbliebene Depot der Augsburger Straßenbahn befindet sich in der Nähe des Roten Tors an der Baumgartnerstraße. Darin integriert ist ein Gebäudeteil, der 1838 von der München-Augsburger Eisenbahn-Gesellschaft als Bahnhofshalle des ersten Augsburger Bahnhofs (Kopfbahnhof) errichtet wurde. Nach Eröffnung des Hauptbahnhofes (Durchgangsbahnhof) erfolgte die Stilllegung des Kopfbahnhofes und die Nutzung als Militär-Reithalle. Im Zuge der Konversion nach dem Ersten Weltkrieg wurde das Gebäude 1920 zum Straßenbahndepot umgebaut und erweitert. Über Jahrzehnte erfolgten Um- und Anbauten. Das alte Depot wurde schließlich aus Kapazitätsgründen – bis auf die denkmalgeschützte Haupthalle – abgerissen, unter laufendem Betrieb neu gebaut und 2001 wiedereröffnet. Während der Bauarbeiten wurden die Fahrzeuge in den ehemaligen Betriebshof Senkelbach ausgelagert. Aus Platzgründen werden einige Straßenbahnen nachts in der Stadionschleife bewacht abgestellt. Das Depot liegt an der Strecke der Linie 6, als direkte Zufahrt aus nördlicher Richtung dient zudem eine Betriebsstrecke durch die Maximilianstraße, den Milchberg und die Remboldstraße.

#### Kriegshaber
Ursprünglich 1910 als reine Beiwagenhalle erbaut und 1911 eröffnet, diente die Anlage später auch der Unterstellung von Triebwagen. Sie befindet sich an der Ulmer Straße 174 und wurde 1976 aufgelassen. Bis zur Verlängerung der Linie 2 zum P&R Augsburg West diente die Zufahrt zum Depot noch als planmäßige Wendemöglichkeit in Form eines Gleisdreiecks, das seit 2001 nur noch ausnahmsweise genutzt wird. Seit 1996 befinden sich dabei auch die Abfahrtsbahnsteige in der Halle. Das Gebäude ist als Baudenkmal in der Bayerischen Denkmalliste eingetragen und wurde 1988 sowie 1995/1996 (mit Umbau) saniert.

#### Lechhausen
Die Wagenhalle ist aufgelassen, das Gebäude sowie nicht mehr an das Straßenbahnnetz angeschlossene Gleisreste sind noch vorhanden. Das Gelände ist an die „Freunde der Augsburger Straßenbahn e. V.“ vermietet, die dort einen Großteil der nicht betriebsfähigen Museumswagen unterbringen.

#### Senkelbach/Wertachstraße
Der ehemalige Straßenbahn- und Omnibusbetriebshof I Senkelbach an der Wertachstraße, der zuletzt nur noch als Wagenhalle diente, stammt aus dem Jahr 1897 und steht unter Denkmalschutz. Das Gelände wurde 2011 verkauft und 2017 als Mazda-Museum Augsburg wiedereröffnet.

## Fahrzeuge
Eine Übersicht über die Geschichte der Straßenbahnfahrzeuge und -typen, die in Augsburg eingesetzt wurden und werden, sind im oben angegebenen Hauptartikel zu finden. Dort sind zudem Informationen über aktuelle Arbeitswagen sowie über technische Details und besondere Vorkommnisse der Augsburger Straßenbahnfahrzeuge zu finden.

## Planungen

### Netzausbau

#### Linie 1 Ost
Untersucht wird eine Verlängerung der Linie 1 nach Hochzoll mit Querung der Linie 6 zum Bahnhof Hochzoll.

#### Linie 2 Süd
Laut dem Nahverkehrsplan 2015 beinhaltet das langfristige Zielnetz der Straßenbahn, dass die Linie 2 von Haunstetten Nord bis Haunstetten Süd verlängert werden soll.

#### Linie 4 Süd
Eine Linie 4 Süd soll das Hochfeld sowie den Augsburger Innovationspark erschließen. Die neue Strecke soll ab dem Sebastian-Buchegger-Platz den Bahngleisen in südliche Richtung folgen und von dort via Firnhaberstraße, Messeschleife und Universitätsstraße an die Stadionschleife angebunden werden.

#### Linie 4 Nord
Eine Verlängerung der Linie 4 vom Haltepunkt Oberhausen-Nord P+R bis zur Berliner Straße in Gersthofen ist technisch möglich. Dies ist das Ergebnis einer Machbarkeitsstudie. Dazu müsste aber der Stadtrat von Gersthofen einen Beschluss fassen.

#### Linie 5
Die Linie 5 soll künftig via Bürgermeister-Ackermann-Straße und P+R Augsburg West zum Universitätsklinikum Augsburg fahren und die Buslinie 32 ersetzen, die derzeit werktags alle 15 Minuten fährt. Die rund 60 Millionen Euro teure Trasse erstreckt sich in den Plänen auf einer Länge von etwa 4,3 Kilometern und besitzt 8 Haltestellen. Die Stadtwerke rechnen mit einer Steigerung der täglich 3500 Fahrgäste der Buslinie 32 auf zukünftig etwa 8000 Fahrgäste bei einer Bedienung der Strecke mit der geplanten Straßenbahn-Linie 5. Zudem ist geplant, dass die neue Straßenbahnlinie an der neu errichteten Haltestelle unter dem Hauptbahnhof mit der Linie 6 (nach Friedberg-West) zu einer Linie verknüpft wird.
2014 setzte sich im Stadtrat der Stadt Augsburg eine Planungsvariante durch, bei der sich die Trasse am Sebastian-Buchegger-Platz aufteilen sollte (sogenannte „geflügelte Variante“). Stadteinwärts sollte die Trasse in den Plänen über die Perzheimstraße und die Hörbrotstraße zum Bahnhofstunnel geführt werden. Stadtauswärts dagegen hätte sie vom Bahnhofstunnel kommend der Rosenaustraße und der Augsburger Straße folgen sollen. Im Juni 2024 wichen Stadtwerke und Stadt Augsburg allerdings vor dem Hintergrund weiterer Verzögerungen im Planfeststellungsverfahren von der „geflügelten Variante“ wieder ab, um auf die Variante „zweigleisige Rosenaustraße“ zu setzen, für welche bereits eine Planfeststellung vorliegt.
Im weiteren Verlauf sollte sie ursprünglich zusammen mit der bestehenden Linie 6 (nach Stadtbergen) über die Luitpoldbrücke fahren und nach der Localbahnkreuzung nach rechts in die Hessenbachstraße abbiegen. Von dort war vorgesehen, die Trasse entlang des Localbahngleises bis zur Bürgermeister-Ackermann-Straße zu führen. Für diese Trassenführung wären erhebliche Eingriffe in den Baumbestand sowie in die Kleingartenanlage erforderlich geworden. Zudem erwies sich die geplante Localbahnkreuzung sicherungstechnisch als äußerst anspruchsvoll und kostenintensiv. Nach einem Bürgerdialog entschied sich der Stadtrat dann Anfang des Jahres 2017 gegen die Trassenführung über die Hessenbachstraße und wählte stattdessen die „Variante Holzbachstraße“.
Von der Holzbachstraße verschwenkt die Trasse auf die Bürgermeister-Ackermann-Straße, wo sie in der Straßenmitte zur bisherigen Endhaltestelle der Linie 2 weiterführen soll. Ab dort sehen die Planungen die Nutzung der bestehenden Trasse der Linie 2 zum Klinikum vor. Am Klinikum wird eine neue Wendeschleife als Endstation für die Linie 5 geplant. Im Gespräch ist auch eine Verlängerung der Linie 5 über das Klinikum Augsburg hinaus in das benachbarte Neusäß.
Der Terminplan wurde im Laufe der Jahre mehrmals angepasst. Das Planfeststellungsverfahren hätte nach Angaben des Geschäftsführers der Stadtwerke in der Stadtratssitzung vom März 2018 noch im Laufe des gleichen Jahres eingeleitet werden sollen. Dies ist jedoch nicht geschehen. Nach einer geschätzten Bearbeitungszeit von etwa zwei Jahren muss mit einer Bauzeit von etwa drei Jahren gerechnet werden.
Im August 2025 teilte die Stadt Augsburg mit, dass das Genehmigungsverfahren bereits ab 2027 starten und Baurecht dann ab 2030 vorliegen könnte, sodass danach noch Detailplanungen und Auftragsvergabe stattfinden könnten. Die Linie 5 soll in Zukunft vom Bestandsgleis in der Pferseer Straße über die Bgm.-Ackermann-Straße (sie bleibt weiter vierspurig) zur Uniklinik laufen. Knackpunkte bei Planung und Bau sind die Kreuzungen mit der B17 und der Kriegshaberstraße, die komplett umgebaut werden müssten. Für die Querung der B17 wäre zudem wohl eine Verbreiterung der Brücke samt Umbau der Rampen oder der Neubau eines eigenen Stegs nötig. All diese Fragen, über die seit mehr als zehn Jahren diskutiert wird, müssten für den Beginn einer Planfeststellung 2027 bis dahin grundsätzlich geklärt sein. Offen ist aktuell zudem, wie die Linie 5 ab der Pferseer Straße durchs Rosenauviertel zur Bgm.-Ackermann-Brücke über die Wertach geführt werden soll.

#### Linie 6
Die Friedberger SPD hat eine Verlängerung der Linie 6 zum Bahnhof Friedberg vorgeschlagen. Der Stadtrat unterstützte den Antrag, dieses Projekt auf seine Realisierungschancen hin untersuchen zu lassen. Dabei geht es unter anderem um die Trasse. Der Bürgermeister von Friedberg kann sich zum Beispiel vorstellen, dass auch der Volksfestplatz Friedberg in die Linienführung einbezogen wird.
Die Stadtwerke Augsburg zeigen sich gegenüber einer Verlängerung aufgeschlossen: „Es kann nicht an der Augsburger Stadtgrenze Ende mit der Mobilität sein“.
Der Stadtrat Friedberg lässt die Möglichkeit einer Verlängerung der Trasse bis in das Stadtzentrum prüfen.

#### Hauptbahnhof
Mit Errichtung des Straßenbahntunnels am Hauptbahnhof ist auch eine unterirdische Wendeschleife entstanden. Die bisherige Wendeschleife durch die Bahnhof- und Hübnerstraße soll für die Sonderlinien 8 und 9 und für Betriebsstörungen weiterhin vorgehalten werden. Die Fertigstellung des Bahnhofsumbaus, inklusive Tunnel war ursprünglich für 2019 geplant, verschiebt sich aber frühestens bis 2026. Dann werden zunächst die Linien 3 und 4 in der Haltestelle unter dem Hauptbahnhof verkehren, in der unterirdischen Wendeschleife wenden, und Richtung Innenstadt zurückfahren. Die Linie 6 soll frühestens ab dem Jahr 2027 folgen und auf der Westseite des Hauptbahnhofes in Richtung Stadtbergen weiterfahren. Das Planfeststellungsverfahren durch die Regierung von Schwaben für das dafür noch zu bauende Anschlussstück vom Hauptbahnhof zum Bestandsgleis an der Luitpoldbrücke wurde abgeschlossen. Der Lückenschluss soll Ende des Jahres 2027 fertig sein, der Tramtunnel ein halbes bis ein ganzes Jahr vorher. Ein symbolischer Spatenstich für den Lückenschluss ist für Oktober 2025 geplant, die Hauptbauarbeiten für das mehrere hundert Meter lange Gleisstück in der Rosenaustraße sollen im Frühjahr 2026 beginnen. Das letzte Projekt der Mobilitätsdrehscheibe, die Linie 5, ist in Planung.

#### Straßenbahnlinie über Maximilianstraße
2013 wurde beschlossen, dass eine Straßenbahnlinie ab 2016 planmäßig über die Maximilianstraße geführt werden soll. Noch ist allerdings nicht klar, welche. Aus ursprünglich 57 Vorschlägen wählten Stadt und Stadtwerke vier aus und ließen diese extern untersuchen. Stadtarchäologen kündigten zudem im September 2013 an, dass sie für Grabungen auf der Maximilianstraße mindestens zwei Jahre benötigen, da dort mit interessanten Funden zu rechnen ist. Im Zuge der Bauarbeiten soll auch die starke Wölbung verringert sowie die Straße neu gepflastert werden, um ihr ein platzähnlicheres Aussehen zu verleihen.
- Flügelung der Linie 2: Zwischen Moritzplatz und Rotem Tor fahren die Straßenbahnen abwechselnd über die Maximilianstraße oder über den Königsplatz.
- Teilung der Linie 2: Die Linie 2 wird in zwei unterschiedliche Linien aufgeteilt (Nord und Süd). Die südliche Linie fährt über die Maximilianstraße, den Königsplatz und die Konrad-Adenauer-Allee zurück nach Haunstetten. Die nördliche Linie fährt über Rathausplatz, Maximilianstraße, Rotes Tor, den Königsplatz und Moritzplatz zurück nach Augsburg West.
- Ringlinie: Eine eigene Linie fährt vom Königsplatz aus über Rotes Tor, Milchberg, Maximilianstraße und Moritzplatz zurück zum Königsplatz.
- Flügelung der Linie 6: Zwischen den Haltestellen Gärtnerstraße und Königsplatz fahren die Straßenbahnen abwechselnd über die Maximilianstraße und das Rote Tor.[50] Im Dezember 2014 wurde bekannt, dass dies frühestens 2020 realisiert werden kann.[51]

### Projekt Primove
Am 26. Mai 2010 unterzeichneten die Bombardier Transportation GmbH und die Stadtwerke Augsburg einen Projektvertrag zum Einsatz von Straßenbahnen ohne Oberleitung. Bombardier hat unter dem Namen Primove ein Verfahren entwickelt, das das Fahren ohne Fahrdraht ermöglicht. Dieses wurde in der Augsburger Messeschleife getestet, weiterentwickelt und dort auch zur Serienreife gebracht. Für die Testfahrten auf der 600 Meter langen Messeschleife kam die Variobahn Nummer 4149 der Rhein-Neckar-Verkehr nach Augsburg, die von Bombardier zu diesem Zweck angemietet wurde. Das Projekt wurde von der Fachhochschule Augsburg begleitet.
Seitens der Stadtwerke Augsburg war geplant, die Maximilianstraße oberleitungsfrei auszubauen. Jedoch wurde die Augsburger Straßenbahnflotte damals gerade modernisiert und eine nachträgliche Umrüstung wäre zu teuer geworden. Daher wurde das Projekt bereits in der Planungsphase wieder eingestellt. Alternativ stellte Bombardier am 31. Mai 2012 Fahrzeuge mit induktiver Energieübertragung vor.

### Straßenbahnmuseum
Die „Freunde der Augsburger Straßenbahn e. V.“ planen mit Unterstützung der Stadtwerke Augsburg die Errichtung eines Straßenbahnmuseums. Als Standort war zuerst der stillgelegte Betriebshof Wertachstraße angedacht, der jedoch an Auto Frey verkauft wurde der dort ein Mazda-Museum eingerichtet hat. Als Alternative wollte man das Museum in den bestehenden Bahnpark Augsburg integrieren. Inzwischen wird die historische Wagenhalle Lechhausen in der Blücherstraße 65a zu einem Nahverkehrsmuseum umgestaltet. Der Verein stellte sich im Jahr 2023 neu auf und schaffte es das bisherige Depot zu einem vorzeigbaren Museum umzubauen.

### Zurückgestellte Projekte
- Das Vorhaben für den Bau dreier Trassen vom Hauptbahnhof über Hochfeld zur Messe beziehungsweise in entgegengesetzter Richtung über die Karlstraße zur Linie 1 im Abschnitt Rathaus-Jakobertor sowie von Lechhausen zur Hammerschmiede.
- Eine neue Trasse, über den Leonhardsberg, als Ersatz für die Führung über den steilen Perlachberg, für inzwischen ausgemusterte Straßenbahntypen und für die historischen Straßenbahnen.
- Eine neue Wendeschleife an der Jakobskirche beim Brunnen, als Ersatz für die abgebaute Schleife von Richtung Rathausplatz her kommend, da heute nur noch die Wendeschleife an der Haltestelle Barfüßerbrücke vom neuen Ostfriedhof her kommend existiert.
- Eine Wendeschleife beim Omnibusbetriebshof in der Lechhauser Straße zum vorzeitigen Wenden bei Störungen.
- Eine Brechung der Linie 1 am Schlössle. Ein Linienteil fährt weiter zum neuen Ostfriedhof, bzw. später zum Bahnhof Hochzoll und ein Linienteil fährt auf einer neu zu bauenden Trasse in die Hammerschmiede und/oder Firnhaberau.
- Eine Ringlinie im Innenstadtbereich
- Eine Museumslinie mit historischen Straßenbahnen

### Verworfene Projekte
- Ringschluss zwischen den Linien 2 und 3 in Königsbrunn
- Ringschluss zwischen den Linien 2 und 5 am P+R Augsburg West oder am Klinikum/BKH (gleistechnisch möglich, wird jedoch wegen Folgefehler im zeitlichen Ablauf nicht realisiert)
- weitere Ringlinien am Hauptbahnhof.
- Eine zweite Wendeschleife beim Theodor-Heuss-Platz in entgegengesetzter Richtung. Letztlich ersetzte die neue Wendeschleife in der Schülestraße die bestehende Anlage, wodurch auch die Wendefahrten zum Betriebshof Rotes Tor entfielen. Im Zuge des zweiten Königsplatz-Umbaus wurde die bislang nur vom Königsplatz her befahrbare Schleife daher stillgelegt und abgebaut.
- Eine Ausweichtrasse durch die Prinzregentenstraße zur Verbindung der Linien 3 und 4 zwischen Hauptbahnhof und Theater (beim im Bau befindlichen Tramtunnel unter dem Hauptbahnhof wird trotzdem vorsorglich ein Abzweig Richtung Prinzregentenstraße eingebaut, um eventuell später dieses Vorhaben noch zu verwirklichen).
- Eine Ausweichtrasse zwischen Stadtwerke und Theater über die Karlstraße, für eine Verbindung von den Linien 1 und 2 zur Linie 4, um bei Veranstaltungen auf dem Rathausplatz, beispielsweise dem Engelssingen, auf Schienenersatzverkehr verzichten zu können.
- Eine Haltestelle in der Pferseer Bahnunterführung mit Zugang zu den Bahnsteigen, verworfen zu Gunsten des Bahnhofstunnels.
- Errichtung eines neuen Betriebshofs beim ehemaligen Bahnbetriebswerk Augsburg, in der Nähe des Bahnparks Augsburg. Stattdessen wurde der Betriebshof Rotes Tor renoviert und erweitert.
- Reaktivierung der Trasse über die Bahnhofstraße.
- Verlängerung der Linie 2 (vormals 4) nach Königsbrunn.

## Rekorde
- Der nur abwärts befahrene Perlachberg im Zuge der Linie 1 zählt mit einem Gefälle von elf Prozent[55] zur steilsten Strecke, die von einer deutschen Straßenbahn befahren wird. Sie liegt damit gleichauf mit der ehemaligen Straßenbahn Neunkirchen, die ihren steilsten Abschnitt jedoch in beide Richtungen bediente.